# Guillermo Freile Posso
Guillermo Freile Posso (Quito el 3 de julio de 1927 - Quito, 19 de julio de 2009) fue un aviador militar, hijo de Enrique Freile y de María Hermelinda Posso.
Desde temprana edad manifestó sus primeras expresiones de su vocación por la aviación y la milicia, razón por la cual ingresó a la Escuela de Aviación de Salinas, donde después de cumplir todos los cursos obtuvo sus alas de piloto militar. Posteriormente asistió a diferentes cursos de comando de escuadrones y estado mayor de aviación, tanto en los EE. UU. como en Inglaterra, en los que se especializó en pilotaje de aviones tipo «Jet», que en esa época recién empezaban a surcar los cielos del mundo.
Como el miembro de la Fuerza Aérea Ecuatoriana (FAE) fue el representante de dicha rama en la Junta Militar de Gobierno de 1963 que el 11 de julio de 1963 derrocó al Presidente Constitucional de la República, Dr. Carlos Julio Arosemena Monroy, la que estuvo integrada también por el Calm. Ramón Castro Jijón, de la Marina, y los generales Luis Cabrera Sevilla, por el Ejército, y Marcos Gándara Enríquez, Senador por la institución armada.
El 29 de noviembre de 1965 pretendió asumir el gobierno de manera unipersonal, pero fracasó en su intento y fue defenestrado sin pena ni gloria.